# Buddhadasa
Vénérable Ajahn Buddhadasa Bhikkhu (thaï: พุทธทาสภิกขุ ; API : [pʰúttʰətʰâːt pʰíkkʰùʔ] ; lit. esclave du Bouddha), né le 27 mai 1906 et mort le 25 mai 1993, est un bonze thaïlandais.
De la tradition du theravada, Buddhadasa Bhikkhu est le fondateur du temple bouddhiste wat Suan Mokkh (th) (สวนโมกข์ . lit. le Jardin de la Libération) dans le sud de la Thaïlande à Surat Thani.

## Biographie
Ajahn Buddhadasa est né Nguam Phanit (thaï : เงื่อม พานิช) en 1906 à Ban Phum Riang, district de Chaiya, en Thaïlande du Sud. Son père, Sieng Phānit, était un commerçant d'ascendance chinoise et sa mère, Klaun, était thaï du Sud.
En 1926, lorsqu'il a 20 ans, Budhadasa est ordonné bonze sous le nom religieux Phra Nguam Indapanno (thaï : พระธรรมโกศาจารย์ เงื่ อม อินทปัญโญ) dans son village natal de Phum Riang, puis il va dans un temple de Bangkok pour suivre des études de pali à l'université.
Il s'ennuie et, surtout, il se rend compte que les commentaires rédigés par Vajiranana (Vajirananavarorasa, วชิรญาณวโรรส), fils du roi Mongkut et patriarche suprême, ont déformé le texte originel du Tipitaka. Il quitte la capitale, s'installe dans un vieux wat abandonné et revient à une pratique simple et discrète du bouddhisme. Il abandonne les rituels inutiles, l'attachement à ces cérémonies étant l'un des dix liens maintenant prisonnier du samsara, et de plus délaisse les enjeux de pouvoir.
En 1932, il fonde Suan Mokkh (pl) (สวนโมกข์ ou สวนโมกขพลาราม ou วัดธารน้ำไหล), le Jardin de Libération, lieu de retraite pour les bonzes et les laïcs qui veulent retrouver les racines originelles du bouddhisme theravada,.
Il enseigne un temps la pratique de samatha bhavana, menant à une grande tranquillité, mais délaisse ensuite cette pratique pour en venir à l'essentiel vipassana, la vision supérieure, plus austère mais plus directe.
Sa pratique se réfère aux 16 niveaux de anapanasati, conformément aux textes en pâli.
Buddhadasa étudie les autres courants bouddhiques dont le bouddhisme zen, version du bouddhisme du grand véhicule pratiqué au Japon ainsi que les principes chrétiens de l'exégèse des textes sacrés, voyant dans toutes ces écoles un principe similaire.
Il étudie tout autant les conditions sociales et fonde le concept de socialisme dhammique (en), se référant à la préoccupation de Gautama Bouddha face à la misère, y compris économique.
Dans le même temps, il diffuse commentaires et sermons à travers des publications et des conférences : c'est un des tout premiers bonzes à populariser le dhamma (ou Dharma) hors de l'enceinte des temples et la hiérarchie bouddhique voit d'un mauvais œil ce bonze rebelle. Pendant la période "démocratique" de 1973 à 1976, ses idées réformistes sont largement diffusées auprès du public et il tient des débats houleux à la télévision avec le politicien Kukrit Pramoj.
En 1989 il fonde le Suan Mokkh International Dharma Hermitage qui accueille des personnes du monde entier pour des retraites de 10 jours.
Buddhadasa meurt d'une attaque cardiaque en 1993, à l'âge de 87 ans.
De nos jours, le temple de Suan Mokkh continue d'accueillir une centaine de bonzes, plusieurs centaines de laïcs et poursuit les activités lancées par son fondateur.
|                    |
| Sala de Suan Mokkh |

|                                |
| "Hall spirituel" de Suan Mokkh |

## Enseignements et interprétations
Buddhadasa s'efforçait d'adopter une pratique simple tentant d'imiter l'enseignement fondamental de Siddhartha Gautama : « Faites le bien, évitez le mal, et purifiez l'esprit ». Il évitait donc le ritualisme coutumier et la politique intérieure qui dominaient la vie cléricale siamoise. Sa capacité à expliquer des idées philosophiques et religieuses complexes dans sa langue natale, le thaï du Sud, attirait de nombreuses personnes dans sa retraite boisée.
Son enseignement était principalement axé sur l'attention au souffle appelé ānāpānasati. Cependant, sa pratique personnelle reposait d'une part sur la recherche et l'interprétation des premiers textes pali, et d'autre part sur ses expérimentations personnelles radicales.

### Rejet de la renaissance
Buddhadasa rejetait les doctrines traditionnelles de renaissance et de karma, car il pensait qu'elles étaient incompatibles avec Śūnyatā, et non propice à l'extinction de Dukkha.
Selon John Powers, professeur d'études asiatiques et de bouddhisme, Bouddhadasa a proposé une « interprétation rationaliste » et a pensé que « toute la question de la renaissance était insensée ». Selon Buddhadasa, le Bouddha a enseigné anātman, qui nie l'existence de toute entité ou âme substantielle et permanente. Et, « puisque personne ne naît, il n'y a personne qui meurt et qui renaît ». Par conséquent, « toute la question de la renaissance n'a rien à voir avec le bouddhisme ... dans la sphère des enseignements bouddhistes, il n'est pas question de renaissance ou de réincarnation ». Son objectif est le nibbana, que Buddhadasa décrit comme un état « au-delà de toute souffrance qui transcende également les conceptions ordinaires du bonheur ».
Buddhadasa explique paticcasamupadda (coproduction conditionnée) comme la naissance du « je » et du « mien » par le contact sensoriel avec les objets, et ce qui en résulte : vedana (sentiment), taṇhā (soif, envie) et upādāna (attachement). C'est en abandonnant la notion de « je » et de « mien » que l'attachement égoïste est abandonné, et le nirvana ou le vrai vide sera atteint. Cela peut être fait en « ne permettant pas à l'émergence dépendante d'avoir lieu ; en la coupant juste au moment du contact sensoriel ».
Les opinions de Buddhadasa ont été fortement critiquées et rejetées par beaucoup de ses compagnons moines bouddhistes Theravada ayant une vision plus orthodoxe du Dhamma bouddhiste. Par exemple, Bhikkhu Bodhi déclare que l'approche de Buddhadasa, consistant à abandonner la doctrine de la renaissance, « réduirait virtuellement le Dhamma en lambeaux ... la conception de la renaissance est un élément essentiel de sa théorie éthique, fournissant une incitation à éviter tout mal et faire le bien ».

### Pas de religion
Dès la première période de ses études religieuses, Buddhadasa a utilisé une approche comparative et a cherché à être en mesure d'expliquer « les enseignements bouddhistes à travers d'autres systèmes de pensée tels que le taoïsme, l'hindouisme, le confucianisme, le jaïnisme et les sciences naturelles ». Grâce à une telle méthodologie, il en est venu à adopter une vision du monde religieux telle que : « ceux qui ont pénétré la nature essentielle de la religion considéreront toutes les religions comme étant les mêmes. Bien qu'ils puissent dire qu'il existe un Bouddhisme, un Judaïsme, un Taoïsme, un Islam ou autre, ils diront aussi que toutes les religions sont intérieurement les mêmes ».
Dans son ouvrage No Religion (1993), Buddhadasa a en outre fait la célèbre remarque suivante :

« ...ceux qui ont atteint la plus haute compréhension du Dhamma sentiront que la chose appelée "religion" n'existe pas après tout. Il n'y a pas de Bouddhisme ; il n'y a pas de Christianisme; il n'y a pas d'Islam. Comment peuvent-ils être identiques ou en conflit alors qu'ils n'existent même pas ? (...) Ainsi, la phrase "Pas de religion !" est en fait la langue du Dhamma du plus haut niveau. »

## Modernisme
Buddhadasa a consacré sa vie à une réinterprétation systématique et approfondie de l'ensemble des enseignements bouddhistes Theravada, avec l'objectif explicite de révéler la pertinence du message du Bouddha aux hommes et aux femmes vivant dans le monde moderne.

Selon le philosophe Didier Treutenaere, 

« Buddhadâsa Bhikkhu (ne considère) les renaissance et les plans d'existence que comme une description des processus et des états psychiques hic et nunc. Bhuddhadâsa s'était fixé pour objectifs, d'une part de démontrer la compatibilité du bouddhisme des Therâ avec le rationalisme scientifique moderne, d'autre part de rendre plus accessible aux personnes ordinaires le but suprême du bouddhisme, le nibbâna... Le mot devâ ne désigne pas de réels êtres supra-humains mais uniquement des personnes 'aux anges' au sens populaire du terme, c'est-à-dire heureuses et pleinement satisfaites... Le samsâra n'est plus un cycle de renaissance réelles : "Le Moi naît, dure un moment, cesse ensuite ; il naît de nouveau, dure un moment et cesse de nouveau : c'est de cela que l'on parle lorsque l'on fait référence au cycle du samsâra" (Khwam suk thi thae mi yu tae nai ngan, Bangkok, 1978) »

L'érudit religieux Donald K. Swearer, qui a effectué une comparaison de Buddhadasa avec le premier philosophe indien Nāgārjuna ainsi qu'avec l'érudit indien du Ve siècle Buddhaghosa qui a « occulté le développement de la pensée bouddhiste Theravada » en Asie du Sud-Est, estime que Buddhadasa « se trouve complètement à l'opposé des figures normatives telles que Buddhaghosa » à plusieurs égards. Les écrits de Buddhadasa, par exemple, contrastent résolument avec le Visuddhimagga de Buddhaghosa.
Buddhadasa a eu de l'influence sur la tradition thai des Moines de la forêt, ainsi que sur le fondateur du mouvement sectaire radical Santi Asoke.
Les interprétations de Buddhadasa de la tradition bouddhiste ont inspiré des personnes telles que Pridi Banomyong, leader de la révolution siamoise de 1932, et un groupe d'activistes sociaux et d'artistes thaïlandais du XXe siècle.
Buddhadasa a également développé une vision du monde écocentrique, la conscience environnementale des non-soi interconnectés permettant aux humains d'arrêter l'exploitation excessive des ressources naturelles.

## Socialisme Dhammique
Le terme de « socialisme Dhammique » a été forgé par Buddhadasa à la fin des années 1960 en réponse à la polarisation politique croissante dans le sud-est asiatique, la Thaïlande étant entraînée dans le tumulte géopolitique engendré par la guerre du Vietnam.
Les moines bouddhistes étaient régulièrement forcés de s’abstenir de commentaires sur la politique ; un silence issu de nombreuses décennies de croyance avait persuadé la majorité des moines que la politique et les « affaires du monde » ne les concernaient pas.
C’est alors que Buddhadasa commença à parler de « socialisme dhammique ». Il n’avait jamais eu peur de parler de politique, en se référant à la démocratie, qui n’était pas le système en vigueur en Thaïlande, mais dans les années soixante il commença à soutenir ouvertement et avec conviction, que le bouddhisme, à la base et par nature, est socialiste.
La définition qu’il donnait au terme « socialisme » selon sa traduction en thaï, était : « en faveur de la société » ou « qui est du côté de la société », considérant que les enseignements du Dhamma mettent l’accent naturellement sur le bien collectif - sans que cela soit au détriment de l’individu -, et que le bien-être social ne peut être sacrifié à des intérêts et des désirs personnels.

Cette lecture politique du bouddhisme a fait l'objet de nombreuses critiques. Selon André Padoux,

« Ces vues ont fait le succès de ce moine thaïlandais auprès de certains, mais elles ne sont guère appréciées des autorités de Bangkok. Le système ainsi prôné ressemble en effet beaucoup au sous-développement socialiste autarcique de la Birmanie. »

## Distinctions
Buddhadasa Bhikkhu a été déclaré en 2006 « grande personnalité internationale » par l'UNESCO.
Il s'est vu décerner le titre de docteur honoris causa par la plupart des universités thaïlandaises.

### Œuvres disponibles en ligne
La plupart des oeuvres de Buddhadasa sont accessibles en ligne :
- Buddhadasa Indapanno Archives : suanmokkh.org.
- Le Dhamma de la Forêt : dhammadelaforet.org.
- Buddhist Publication Society : bps.lk.
- The Open Buddhist University : buddhistuniversity.net.

### Œuvres publiées en anglais
- Teaching Dhamma by Pictures, Sathirakoses-Nagaparadi Foundation & Ministry of Education, Thailand, 2006 (lire en ligne).
- India's Benevolence to Thailand (trad. Karuna Kusalasaya), Dhammadana Foundation, 2002 (lire en ligne).
- (th + en) A Handbook for the Practice of Anapanasati Bhavana : A Manual for Serious Beginners (trad. Santikaro Bhikkhu), Thammasapa & Bunluentham Institution, 2010 (ISBN 9786160302901).
- (th + en) The three wishes of Buddhadasa Bhikkhu (trad. J.Ratana Nantho Bhikkhu), Thammasapa & Bunluentham Institution, 2009 (ISBN 9786110301411).
- (th + en) Christianity and Buddhism, Thammasapha & Bunluentham Institution, 2009 (ISBN 978-9748062044).
- Another Kind of Birth, Bangkok, Sivaphorn Limited, 1969 (lire en ligne).
- Mindfulness with Breathing : A Manual for Serious Beginners (trad. Santikaro Bhikkhu), Wisdom Publications, 1988 (ISBN 978-0861711116).
- Happiness & Hunger (trad. Santikaro), 1988 (lire en ligne).
- Heartwood of the Bodhi Tree : The Buddha's Teaching on Voidness (trad. Dhammavicayo), Wisdom Publications, 2014 (ISBN 978-1614291527).
- Under the Bodhi Tree : Buddha's Original Vision of Dependent Co-arising (trad. Santikaro Bhikkhu), Wisdom Publications, 2017 (ISBN 978-1614292197).
- Me and Mine : Selected Essays of Bhikkhu Buddhadasa, Sri Satguru Publications, 1991 (ISBN 978-8170302568).
- Paticcasamuppada : Practical Dependent Origination (trad. Stephen Schmidt), Thammasapa, 2011 (ISBN 9786160303113).
- Handbook for Mankind (trad. Roderick S. Bucknell), Bangkok, White Lotus Press, 1989 (lire en ligne).
- What did the Buddha teach ? : Buddha Dhamma for Students (trad. Roderick S. Bucknell), 9789747251890, 2007 (ISBN 978-9747251890).
- The Truth of Nature FAQ : The Master Buddhadasa Explains the Buddha's Teachings (trad. Roderick S. Bucknell), Amarin Printing & Publishing, 2006 (ISBN 978-9749985311).
- Practical Buddhism : The legacy of Buddhadasa Bhikkhu, Amarin Printing & Publishing, 2006 (ISBN 9789749985328).
- Keys to Natural Truth (trad. Santikaro), Sukhapabjai publishing house, 2008 (ISBN 978-9744098474, Keys%20to%20Natural%20Truth lire en ligne).
- Seeing with the Eye of Dhamma : The Comprehensive Teaching of Buddhadasa Bhikkhu (trad. Santikaro Upasaka & Dhammavidu Bhikkhu), Shambhala, 2022 (ISBN 978-1611807660).

### Œuvres publiées en français
- Un bouddhiste dit le christianisme aux bouddhistes (trad. Edmond Pezet), desclée, 1995 (ISBN 978-2718903408).
- Bouddhisme et Socialismes (trad. Marie-Charlotte Grandry), Les Deux Océans, 2001 (ISBN 978-2866810184).

### Études
- Louis Gabaude, Une herméneutique bouddhique contemporaine de Thaïlande: Buddhadasa Bikkhu, Paris, Ecole Française d'Extrême-Orient, 1988 (ISBN 2-85539-750-2).
- (en) Peter A. Jackson, Buddhadasa: A Buddhist Thinker for the Modern World, Bangkok, Siam Society Under Royal Patronage, 1988 (ISBN 9789748298184).
- (en) Peter A. Jackson, Buddhadâsa : Theravada Buddhism and Modernist Reform in Thailand, Chiang Mai, Thaïlande, Silkworm Books, 2003 (ISBN 978-9747551914).
- (de) Hans-Bernd Zöllner, Buddhadasa Bhikkhu (1906-1993) : Buddhismus Im Garten Der Befreiung, Berlin, Peter Lang, 2005 (ISBN 978-3631547151).
- (en) Tonomi Ito, Modern Thai Buddhism and Buddhadasa Bhikku : A Social History, National University of Singapore Press, 2012 (ISBN 978-9971695729).
- (en) Buddhist Philosophy : A Comparative Approach, Wiley-Blackwell, 2017 (ISBN 978-1119068419)